# 1785 en santé et médecine
| Années de la santé et de la médecine : 1782 - 1783 - 1784 - 1785 - 1786 - 1787 - 1788    |
| Décennies de la santé et de la médecine : 1750 - 1760 - 1770 - 1780 - 1790 - 1800 - 1810 |

Cet article présente les faits marquants de l'année 1785 en santé et médecine.

## Événements
- À Waterford, en Irlande, l'hospice des lépreux (Waterford Leper Hospital), successeur du premier établissement de la ville, la léproserie de Saint-Étienne (Leper House of St. Stephen) fondée par Jean sans Terre en 1211 ou 1212[1],[2], devient la Waterford City and County Infirmary, qui ne sera fermée qu'en 1980[3].